# Caserne Sergent-Blandan
Ne doit pas être confondu avec la caserne Blandan à Nancy
La caserne sergent Blandan, anciennement fort Lamothe, est une ancienne caserne militaire de 17 hectares située dans le 7e arrondissement de Lyon.

## Histoire

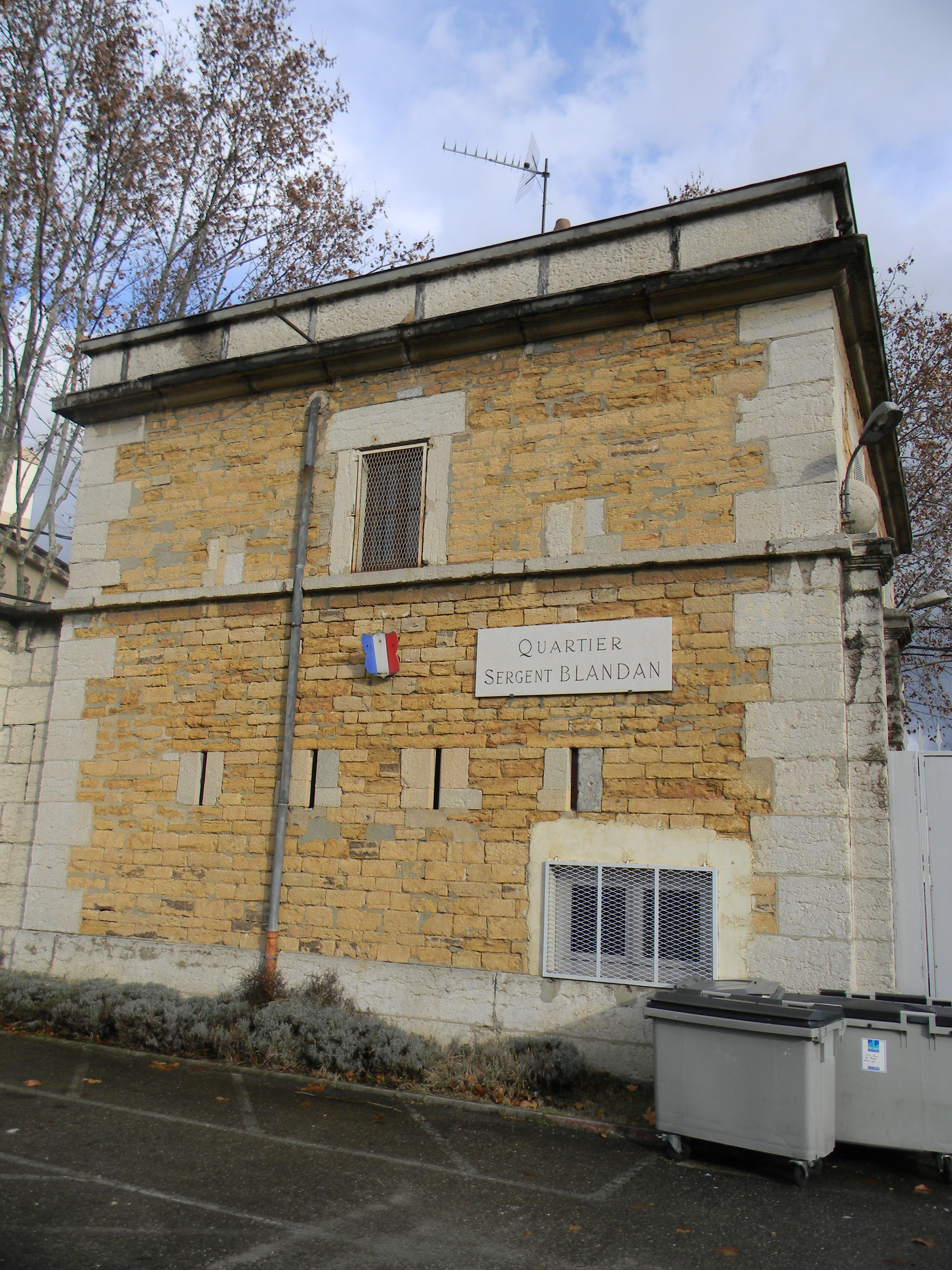
Entrée du fort

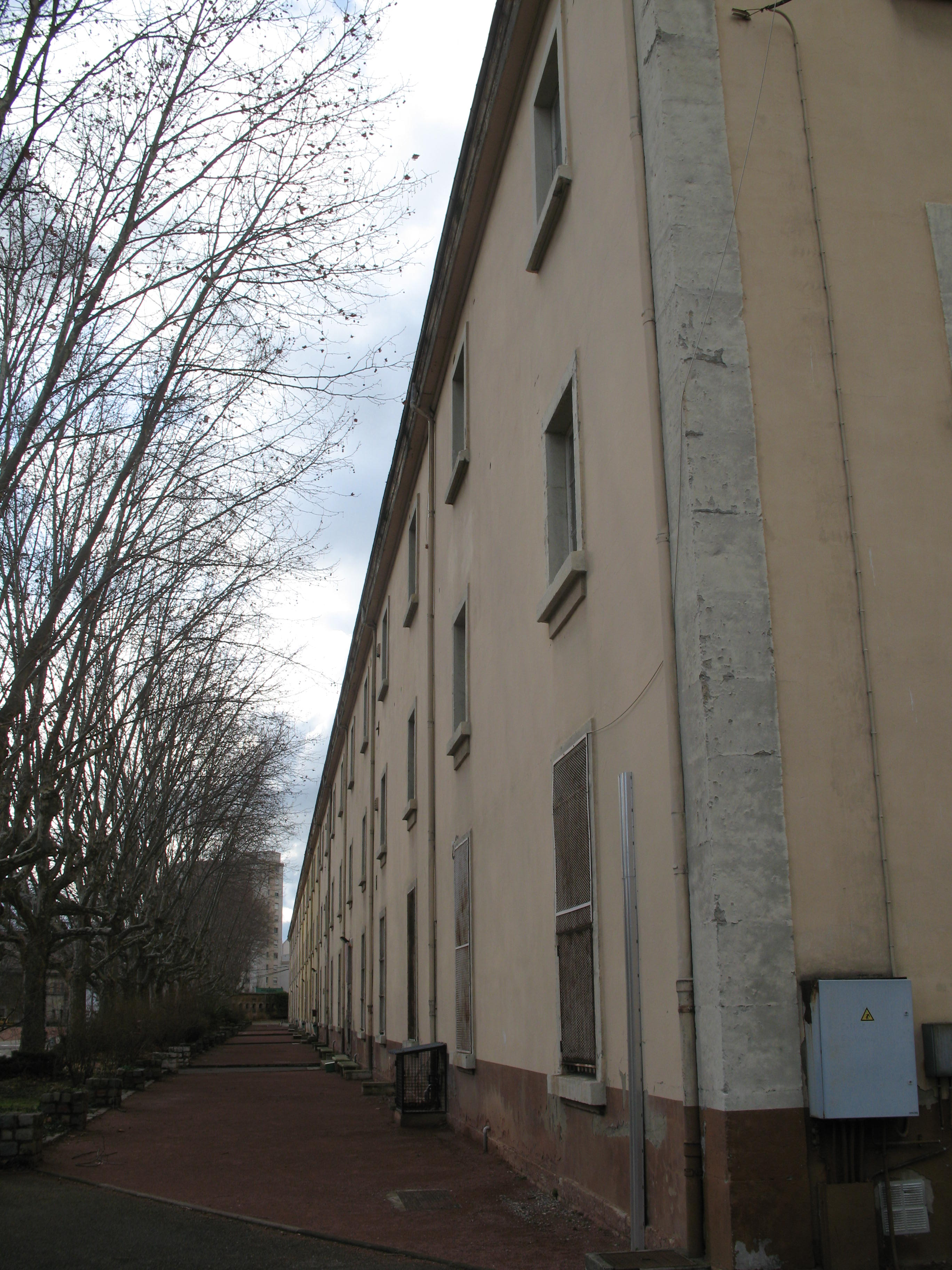
Casernement

Le fort fut construit entre 1831 et 1853 sous la direction du général Rohault de Fleury pour un montant de 1 990 000 francs. Sa construction nécessite d'importants terrassements. Le château de la Motte, est alors conservé pour le logement des officiers. Le fort faisait partie d'un ensemble de forts destinés à protéger la ville de Lyon. Le casernement situé dans la partie nord était au moment de sa construction et avec ses 230 mètres le plus long de France. La première ceinture de Lyon, construite de 1831 à 1856, comptait 18 forts de part et d'autre du Rhône et de la Saône. En 1864, la caserne de La Motte était ainsi la 3e plus importante de l'agglomération après les casernes de la Part-Dieu et Serin. La caserne du fort pouvait loger 1 193 hommes.
Lors de l'épisode de la commune de Lyon, les gardes nationaux des quartiers populaires le prennent d'assaut le 4 septembre 1870 pour s'armer face aux gardes nationaux des quartiers bourgeois.
La construction de la seconde ceinture de fortifications de Lyon par le général Séré de Rivières provoque le désintérêt du fort de La Motte qui perd son rôle stratégique, mais qui est rapidement transformé en caserne pour accueillir les soldats des forts de Charpennes, des Brotteaux et du Colombier. Il doit ainsi à l'époque accueillir 2 596 hommes.
Le fort prend le nom  de « sergent Blandan » en 1942 en hommage à Jean Pierre Hippolyte Blandan, lors du centenaire de sa mort.

## Le château
Le château avait été construit sur une motte castrale, ce qui lui valut le surnom "de la Motte".
Lors de la construction du fort, le château de La Motte fut conservé au centre du fort. Depuis le 4 novembre 1983, il est classé monument historique.

## Structure

Panorama de la place d'armes et de la caserne

La caserne sergent Blandan comprend dans sa superficie de 17 hectares, une place d'armes, quatre bastions, et d'une cinquantaine de bâtiments d'une surface totale de 44 000 m2, dont un arsenal et le casernement de 230 m de long.

## Le parc Blandan
Le Grand Lyon achète la caserne le 4 juillet 2007 pour un montant de 15 millions d'euros. Il en prend possession en juillet 2008 et la transforme en parc urbain en 2013, le Parc Blandan.
Entre le rachat par le Grand Lyon et l'ouverture du parc, le site et notamment le casernement a été utilisé notamment par l’Université de Lyon, l'école des jeux vidéo Gamagora et le Crous. Une fouille d'archéologie préventive a eu lieu dans le fort entre le 24 avril 2009 et le 22 juillet 2009.